# Infertilidad femenina
Se llama infertilidad femenina a la incapacidad de llevar a término un embarazo. Podemos encontrar dos tipos de esterilidad:
- Esterilidad primaria: se da cuando aparece infertilidad en una mujer que nunca ha logrado un embarazo.[1]
- Esterilidad secundaria: surge tras una etapa de fertilidad. La mujer no logra llevar un embarazo a término pero ya ha tenido uno o varios hijos previamente.[1]

Al especialista en esta rama de la medicina se le conoce como infertologo o infertilista. 

## Causas
Los factores que se relacionan únicamente a la infertilidad femenina son:

### Factores adquiridos
Factores de estilo de vida: de acuerdo con el American Society for Reproductive Medicine (ASRM, por sus siglas en inglés), la organización de fertilidad de los médicos, son cuatro factores de estilo de vida los que afectan la fertilidad femenina (con más exactitud la fecundidad—la capacidad de concebir):la edad, fumar, peso corporal (por encima como por debajo) y sexo seguro. 

#### Edad
Las mujeres se vuelven menos fértiles a medida que envejecen. Una mujer es más fértil entre las edades de 22 a 26, después de lo cual la fertilidad comienza a declinar, con esta caída se aceleró después de 35 años de edad. Sin embargo, las estimaciones exactas de las probabilidades de una mujer para concebir después de cierta edad no están claras, los estudios muestran da resultados diferentes. Las posibilidades que una pareja de edad avanzada de concebir dependen de muchos factores, tales como la salud general de la mujer, pero también la fertilidad de la pareja masculina.
Según National Institute for Health and Clinical Excellence (el Instituto Nacional para la Salud y la Excelencia Clínica), para las mujeres de 35 años, alrededor del 94 de 100 que tienen relaciones sexuales regularmente sin protección quedan embarazadas después de 3 años de tratando. Para las mujeres de 38 años, sin embargo, sólo 77 de 100 lo harán.
En 1957, se realizó un estudio sobre una población que nunca utilizaron anticonceptivos. Los investigadores midieron la relación entre la edad de la mujer y la fertilidad.
Este 1957 estudio encontró que:
- A la edad de 30 años, 7% de las parejas eran infértiles
- A la edad de 35 años, 11% de las parejas eran infértiles
- A la edad de 40 años, 33% de las parejas eran infértiles
- A la edad de 45 años, 87% de las parejas eran infértiles

Según Henri Leridon, PhD, un epidemiólogo del Institut national de la sante et de la recherche medicale (French Institute of Health and Medical Research/Instituto francés de Salud e Investigación Médica), de las mujeres que tienen relaciones sexuales regularmente sin protección con el objetivo de quedar embarazada:
- A los 30 años:
  - el 75% tendrán un embarazo que resulta en un nacimiento vivo dentro de un año
  - el 91% tendrán un embarazo que resulta en un nacimiento vivo dentro de cuatro años.
- A los 35 años
  - el 66% tendrán un embarazo que resulta en un nacimiento vivo dentro de un año
  - el 84% tendrán un embarazo que resulta en un nacimiento vivo dentro de cuatro años.
- A los 40 años
  - el 44% tendrán un embarazo que resulta en un nacimiento vivo dentro de un año,
  - el 64% tendrán un embarazo que resulta en un nacimiento vivo dentro de cuatro años.

Algunos expertos afirman que una mujer es más fértil a la edad de 24 años.
Los temas de la edad deben ser tomadas con un especialista en fertilidad, por ejemplo un endocrinólogo especialista en reproducción. 
Las mujeres mayores de 35 años que están tratando de concebir deberían buscar el consejo de un especialista en fertilidad después de seis meses de relaciones sexuales sin protección, o después de un año si es menor de 35 años.
- Enfermedades significativas del hígado y los riñones y trombofilia afectar la fertilidad.

### Factores relacionados con el estilo de vida
En estos factores englobamos conductas como el consumo de tabaco y alcohol, mantener relaciones de riesgo o tener un peso corporal adecuado. Se ha demostrado cómo presentar un peso tanto por debajo como por encima del recomendado está asociado a un mayor riesgo de efectos negativos para la fertilidad como cambios en los niveles hormonales de estrógenos.
En cuanto al tabaco, se ha demostrado una relación sustancial entre infertilidad y la exposición al humo de los cigarrillos. Estos contendrán componentes tóxicos como el cadmio o la cotinina que pueden producir daños oxidativos en el interior de los folículos del ovario, dando lugar a alteraciones en el ADN de las células foliculares. No obstante, este efecto nocivo, además de ser dosis-dependiente, es reversible; esto quiere decir que será esencial cesar el consumo de tabaco para tener una mejor oportunidad de lograr un embarazo viable.
Por su parte, el consumo de alcohol afecta sobre todo a nivel de la regulación hormonal, pues un consumo elevado y crónico de bebidas alcohólicas elevan los niveles basales de estrógenos, traduciéndose en una menor secreción de FSH por la hipófisis (feedback negativo). De esta forma, si se reducen los niveles de la hormona folículo-estimulante (FSH), habrá una foliculogénesis reducida en el ovario.
También la exposición a la radiación presenta un alto riesgo de infertilidad, dependiendo de la frecuencia, potencia y duración de la exposición, por ejemplo la radioterapia. La cantidad de radiación absorbida por los ovarios determinará la infertilidad. Las dosis altas pueden destruir algunos o muchos óvulos, causando infertilidad o menopausia temprana.
Por último, las enfermedades de transmisión sexual pueden causar graves problemas en la fertilidad aunque no se muestren síntomas de la enfermedad en primer lugar.

### Factor Ovárico
- Síndrome poliquístico ovárico
- Anovulación
- Disminución de la reserva ovárica o Pobre Reserva Ovárica
- Menopausia prematura
- Menopausia
- Disfunción luteal
- Síndrome de Turner
- Cáncer ovárico

Algunas mujeres con síndrome de ovario poliquístico pueden tener dificultades para quedarse embarazadas porque su organismo no produce las hormonas necesarias para ovular con regularidad. Síndrome de ovario poliquístico también puede aumentar el riesgo de aborto espontáneo o parto prematuro. Sin embargo, es posible tener un embarazo normal. Incluyendo cuidados médicos y un estilo de vida saludable. Otros problemas asociados al síndrome de ovario poliquístico pueden ser resistencia a la insulina (presente en el 80% de las mujeres con SOP) y un mayor riesgo de desarrollar diabetes mellitus tipo 2.
Para las que lo consiguen, la anovulacióno la ovulación infrecuente es una causa común, y el SOP es una de las principales causas de infertilidad anovulatoria.

#### Reserva ovárica
La reserva ovárica es un fenómeno clínico complejo influenciado por diversos factores tales como la edad, la genética o el ambiente. Este término se ha empleado tradicionalmente para describir, de forma específica, el potencial reproductivo de una mujer, el número y la calidad de los ovocitos que posee. Sin embargo, el mismo término acuñado actualmente solamente se refiere a la cantidad de ovocitos restantes (a la calidad no, pues se considera que la reserva ovárica como tal es mal predictor de este parámetro referido a los ovocitos).
Una mujer nace aproximadamente con dos millones de folículos primordiales, aunque al momento de la menarquia o primera regla solamente llega con 400.000.
En torno a los 30 años, la depleción de ovocitos deja una cifra restante de 25.000, lo cual correlaciona con el aumento en la probabilidad de aborto.
Esta reserva ovárica disminuida (DOR, por sus siglas en inglés), es irreversible y de velocidad variable, describe a mujeres en edad reproductiva y con menstruación cuya fecundidad ovárica se reduce en comparación con otras mujeres de la misma edad (no confundir con menopausia o fallo ovárico prematuro). 
Se sabe que la única situación que frena la pérdida de la reserva ovárica, es mediante el embarazo, ya que durante él se suprime la ovulación. Este efecto no se alcanza con pastillas anticonceptivas, ni con la lactancia, ni con la amenorrea ni con cualquier otra condición. 
Aunque es difícil predecir esa tasa de disminución de la reserva ovárica, es muy frecuente en las parejas pedir consejo sobre el potencial fértil de la mujer y las opciones de tratamientos de fertilidad. Así nacen los tests de reserva ovárica, en 1980, para predecir tanto la sensibilidad a fármacos estimulantes de la ovulación como la probabilidad de embarazo. 
El primer test, introducido en 1988, fue la hormona estimulante del folículo del día 3 (FSH), seguido del test de citrato de clomifeno, agonistas de la hormona liberadora de gonadotropinas (GnRH), inhibina B, conteo de folículo antral (AFC) y hormona antimülleriana (AMH). A día de hoy, los más utilizados en la práctica clínica son FSH, AFC y AMH. Los demás se han abandonado por costes y requisitos más exigentes. 
El propósito de realizar un test para evaluar la reserva ovárica es identificar pacientes con riesgo de infertilidad por DOR, ya que estas presentan una respuesta pobre a la estimulación hormonal y, por tanto, son las que ofrecen más dificultades para quedar embarazadas por técnicas de reproducción asistida. 
El test de reserva ovárica ideal debería ser:
- No invasivo
- Económico
- De rápida interpretación
- Reproducible e invariable entre distintos ciclos o dentro del mismo ciclo menstrual.
- Capaz de detectar la DOR en un estadio temprano, lo suficiente como para poder realizar intervenciones adecuadas.
- Sensible (capaz de identificar a todas las mujeres con DOR).
- Específico (así, se minimizaría el número de pacientes con reserva ovárica normal mal clasificadas, además de que se evitarían tratamientos innecesarios y recomendaciones para donación de ovocitos o adopción en aquellas pacientes con plenas facultades para concebir por sí mismas).

### Factor Ectópico/Peritoneal
- Endometriosis
- Adhesión pelvica
- Enfermedad inflamatoria pélvica (PID, usualmente causada por la clamidia)
- Oclusión ectópica
- Disfunción ectópica

### Factor tubárico
El factor tubárico abarca todas las condiciones o situaciones que estén afectando a las trompas de Falopio. Las trompas de Falopio son esenciales durante el proceso de fertilización, ya que es donde normalmente se produce la entrada del espermatozoide al óvulo.
La obstrucción de las trompas de Falopio u oclusión tubárica es una condición en la cual las trompas de Falopio están bloqueadas, de manera que los espermatozoides no pueden acceder a los óvulos para que se produzca la fecundación. Esta obstrucción puede estar causada por:
- El hidrosalpinx es una condición médica causada por la dilatación y acumulación de líquido en una de las trompas de Falopio. Constituye la principal causa de infertilidad por factor tubárico y puede incluso afectar a la tasa de embarazo tras la fecundación in vitro, ya que el líquido acumulado puede llegar hasta el útero y afectar a la implantación embrionaria.
- La enfermedad inflamatoria pélvica o EIP es una enfermedad infecciosa que afecta a la parte alta del aparato reproductor femenino interno (útero, ovarios y trompas de Falopio). Aparece por la ascensión de bacterias patógenas desde la vagina y el cuello uterino. Generalmente, los microorganismos responsables son Chlamydia trachomatis (provoca clamidia) y Neisseria gonorrhoeae (provoca gonorrea), aunque también puede ser producida por microorganismos no asociados a  enfermedades de transmisión sexual. Si estas no se tratan de manera adecuada y a tiempo, el proceso inflamatorio desencadenará la aparición de adherencias formadas por tejido cicatricial que afectarán a la funcionalidad tubárica.

- La endometriosis puede ser también responsable de la obstrucción de las tormpas de Falopio. Esta condición consiste en la aparición y crecimiento de tejido endometrial fuera del útero, proliferando en lugares como las trompas de Falopio o los ovarios. Además de las obstrucciones tubáricas, puede generar adherencias pélvicas que dificulten la movilidad de las trompas de Falopio.
- Otras situaciones como cirugías pélvicas previas o malformaciones congénitas pueden provocar la formación de adherencias o tejido cicatricial que obstruya las trompas.

Para valorar el factor tubárico se utilizan técnicas como la histerosalpingografía, la histerosonosalpingografía, laparoscopia… Estas técnicas permiten evaluar la permeabilidad de las trompas y determinar si hay obstrucciones.

### Factor uterino
El factor uterino es otra de las causas de la infertilidad femenina, y puede ser evaluada mediante diversas técnicas que permitan identificar posibles problemas que pudieran estar contribuyendo a la dificultad para concebir.
Algunas de las alteraciones uterinas pueden ser:
- Malformaciones uterinas. Las malformaciones uterinas se producen por alteraciones durante el desarrollo del útero a partir de los conductos de Müller durante la etapa fetal, lo que resulta en alteraciones en la estructura uterina.
- Un mioma o fibroma uterino, también llamado leiomioma uterino, es un tumor benigno del músculo liso del miometrio (tejido muscular del útero). Generalmente se clasifican en función de su localización.

1. Miomas subserosos: situados en la parte más externa del útero, bajo la capa más superficial, la serosa. No suele ser necesaria su extracción a no ser que alcance un gran tamaño.
2. Miomas intramurales: se localizan propiamente dentro de la pared miometrial y son el subtipo más frecuente (55%).
3. Miomas submucosos: hacen protrusión hacia el endometrio y la cavidad uterina. Son los más sintomáticos.

- Síndrome de Asherman: El síndrome de Asherman es una condición médica caracterizada por la formación de adherencias o cicatrices dentro de la cavidad uterina.

Las técnicas que son utilizadas para su evaluación son:
- La histerosalpingografía es útil para evaluar la anatomía del útero y las trompas de Falopio, identificando posibles defectos en la cavidad uterina.
- Las ecografías de alta resolución ofrecen imágenes detalladas de las estructuras internas del cuerpo, lo que permite la detección de miomas o pólipos uterinos.
- La histeroscopia nos permite visualizar el interior del útero, facilitando la evaluación de la cavidad uterina.
- La laparoscopia se utiliza para observar la morfología externa del útero.

### Factor cervical
El factor cervical hace referencia a las alteraciones que afectan al funcionamiento del cuello uterino o cérvix. El cuello uterino es la parte inferior del útero, que lo conecta con la vagina, y desempeña un papel esencial permitiendo el paso de la sangre durante la menstruación, la entrada de los espermatozoides al útero en su camino hacia la fecundación del óvulo, y la salida del bebé durante el parto vaginal.
Las alteraciones cervicales que pueden provocar problemas de fertilidad son relativamente poco frecuentes, afectando aproximadamente al 5-10% de las parejas con problemas de infertilidad. Cuando el factor cervical es la causa, se ven afectados principalmente dos aspectos:
- Moco cervical. El cérvix secreta el moco cervical, una sustancia mucosa cuya apariencia y consistencia varían a lo largo del ciclo menstrual debido a las fluctuaciones de las hormonas sexuales. Gracias a este moco, los espermatozoides avanzan hacia el útero protegidos del ambiente vaginal.

- Alteraciones del cuello uterino. Estas alteraciones pueden ser anatómicas o funcionales.

1. En las alteraciones anatómicas suele haber obstrucciones en el cuello uterino debido a:
  - Anomalías en el desarrollo uterino por defectos en la formación del útero durante la fusión de los conductos de Müller.
  - Presencia de tumores como pólipos, miomas o quistes.
  - Traumatismos
  - Cervicitis. La cervicitis es la inflamación del cuello del útero, generalmente causada por microorganismos como Chlamydia trachomatis o Trichomonas vaginalis.
2. Las alteraciones funcionales afectan a características del moco cervical como la consistencia, la cantidad o la acidez. Cualquier cambio en el flujo cervical puede obstaculizar la entrada de los espermatozoides en la cavidad uterina, provocando así problemas de fertilidad.

### Factor endometrial
El factor endometrial puede estudiarse mediante ecografía o con el test EndomeTRIO. Este último, tiene como objetivo el análisis de la salud del endometrio de la mujer. Para ello, es necesario realizar una biopsia endometrial, a partir de la cual se realizan 3 pruebas diferentes: 
- ERA (Endometrial Receptivity Analysis): mediante análisis genético, evalúa la receptividad del endometrio y determina la ventana de implantación (momento óptimo para la transferencia del embrión).[17]
- EMMA (Endometrial Microbiome Metagenomic Analysis). Analiza el microbioma endometrial. [18]
- ALICE (Analysis of Infectious Chronic Endometritis). Permite diagnosticar la endometritis infecciosa crónica.  [19]

#### Endometriosis
La endometriosis es una enfermedad en la que, en la parte exterior del útero, crece un tejido similar a la mucosa interior del útero que puede causar un dolor intenso en la pelvis y dificultar que se consiga un embarazo. Puede aparecer a partir de la primera menstruación y hasta la menopausia.  
Al formarse en la parte externa del útero un tejido similar a la mucosa interior, se provoca una inflamación y la aparición de tejido cicatricial en la pelvis y, raramente, en otras partes del cuerpo. Algunas de las causas que la producen pueden ser: 
- Menstruación retrógrada: la sangre menstrual con células endometriales fluye hacia atrás a través de las trompas de Falopio hasta alcanzar la cavidad pélvica, en lugar de salir del cuerpo a través del cérvix y la vagina.
- Metaplasia celular: las células de los tejidos situados fuera del útero se transforman en células endometriales en respuesta a factores genéticos o ambientales y comienzan a crecer.

Los síntomas de la endometriosis están asociados al “daño peritoneal”: dismenorrea (dolor durante la menstruación), dispareunia (dolor durante o después de las relaciones sexuales), manchado premenstrual o quistes. Un endometrioma, es un tipo especial de quiste que puede aparecer en los ovarios de la mitad de las mujeres que presentan endometriosis. Lo habitual es no operar para evitar el daño al tejido ovárico, aunque en casos más extremos puede extirparse mediante quistectomía. 
El primer signo de alarma de una posible endometriosis es el dolor agudo en las menstruaciones. Una ecografía transvaginal puede ayudar a visualizar los quistes o nódulos en el ovario; sin embargo, para un diagnóstico certero, es necesario una laparoscopia. Para tratar la sintomatología, pueden administrarse anticonceptivos hormonales, ya que suprimen la producción de hormonas y así reducir la proliferación del tejido endometrial fuera del útero. 
No todas las mujeres con endometriosis sufren infertilidad; no obstante, la endometriosis provoca problemas para concebir en un 40% de los casos y confiere un mayor riesgo de embarazo ectópico y aborto involuntario.

### Factor vaginal
- Vaginismo
- Obstrucción vaginal

### Factor Genético
Para estudiar el factor genético se realiza un cribado preconcepcional que consta de una serie de pruebas como el cariotipo y el test de portadores genéticos (CGT, para el estudio de enfermedades monogenéticas recesivas). Además a la mujer se le analizan mutaciones responsables de enfermedades recesivas ligadas al cromosoma X, como el síndrome del X frágil, especialmente en casos de fallo ovárico prematuro.

## Diagnóstico
El diagnóstico de infertilidad comienza con el historial médico y examen físico. El proveedor de asistencia médica puede solicitar pruebas médicas, incluyendo las siguientes:
- Analítica hormonal, para medir los niveles de hormonas femeninas durante el ciclo menstrual:
  - Niveles del día 2 o 5 de la hormona foliculoestimulante (FSH, por sus siglas en inglés) y de estradiol, para evaluar la reserva ovárica.
  - Nivel de progesterona en la segunda mitad del ciclo para confirmar la ovulación.
  - Nivel de la hormona antimulleriana (AMH), para predecir la reserva ovárica.
- Análisis de la función tiroidea. Un nivel de hormona estimulante (TSH) de la tiroides de entre 1 y 2 se considera óptimo para la concepción.
- Ecografía vaginal para recuento de folículos antrales.
- Histerosalpingografía o sonosalpingografía, radiografía para verificar las trompas de falopio.
- Citología o test Papanicolau, para buscar señales de infección.
- Examen pélvico, para buscar anormalidades o infección.

Otras pruebas menos frecuentes pueden incluir:
- Biopsia endometrial, para examinar el tejido que recubre la pared del útero.
- Histeroscopia, para examinar el útero en búsqueda de lesiones, pólipos o miomas.
- Exámenes especiales de rayos x, como resonancia magnética pélvica, para diagnosticar endometriosis o malformaciones uterinas.
- Laparoscopia, para inspeccionar los órganos pélvicos y diagnostiar patologías como endometriosis, adherencias o hidrosalpinx.
- Fertiloscopia o hidrolaparoscopia transvaginal, una técnica quirúrgica relativamente nueva usada para el diagnóstico precoz (y tratamiento inmediato).
- Un examen postcoital, que se hace justo después de las relaciones sexuales para buscar problemas de supervivencia de esperma en el moco cervical (no comúnmente usado ahora por falta de fiabilidad en la prueba).
- Pruebas genéticas, como cariotipo para diagnosticar alteraciones cromosómicas, y otros análisis de trombofilias o coagulación.

El diagnóstico y tratamiento de la infertilidad debe hacerse por médicos que están especializados en reproducción, como ginecólogos o endocrinólogos reproductivos. Los endocrinólogos reproductivos son usualmente ginecólogos con experiencia en reproducción endocrinología e infertilidad (en EE. UU.). Las prácticas médicas reproductivas de la endocrinología y de la infertilidad  se centran sobre todo en la ayuda a sus pacientes a concebir y corregir cualquier problema relacionado con la pérdida recurrente del embarazo.

## Prevención
Algunos casos de infertilidad femenina pueden ser prevenidos siguiendo algunas recomendaciones de salud:
- Mantener un estilo de vida saludable. El sedentarismo o el ejercicio excesivo; el bajo peso o el sobrepeso; y el consumo de cafeína, alcohol y fumar, están todos asociados con la disminución de la fertilidad. Mantener una dieta bien balanceada, nutritiva, con suficiente fruta fresca y vegetales (suficiente folato) y mantener un peso normal, están asociados con mejores tasas de fertilidad.
- Tratar o prevenir enfermedades existentes. Identificar y controlar enfermedades crónicas como son la diabetes e hipotiroidismo incrementa las tasas de fertilidad. Una práctica previa de sexo seguro reduce la probabilidad de que las enfermedades de transmisión sexual provoquen la infertilidad; obtener pronto tratamiento para enfermedades de transmisión sexual reduce la probabilidad que estas infecciones provoquen un daño significativo. Exámenes físicos regulares (incluyendo papanicolau) ayudan a detectar señales tempranas de infecciones o anormalidades.
- No retrasar la maternidad. La fertilidad de las mujeres no cesa con la menopausia, sino que comienza a disminuir a partir de los 27 años y cae a una tasa mayor a partir de los 35 años. Mujeres cuyas madres biológicas tienen algún problema inusual o anormal relacionado con la concepción, pueden tener un riesgo particular en algunas condiciones tales como la menopausia prematura, esto puede atenuarse no retrasando la maternidad.